# Festival international du film francophone de Namur 2018
Le Festival international du film francophone de Namur 2018, 33e édition du festival, s'est déroulé du 28 septembre au 5 octobre 2018.

## Déroulement et faits marquants
Le Bayard d'or du meilleur film est décerné à M de Yolande Zauberman. Le Prix spécial du jury est remis au film Les tombeaux sans noms de Rithy Panh.

## Jury
- Thierry Klifa (président du jury), réalisateur
- Diamand Abou Abboud, actrice
- Anne-Marie Cadieux, actrice
- Stéphanie Crayencour, actrice
- Guillaume Gouix, réalisateur
- Jean-Yves Roubin, producteur
- Morgan Simon, réalisateur

## Sélection

### En compétition officielle
- Alice T. de Radu Muntean  Roumanie
- Charlotte a du fun de Sophie Lorain  France
- En liberté ! de Pierre Salvadori  France
- Fortuna de Germinal Roaux  Suisse
- Genèse de Philippe Lesage  Québec
- M de Yolande Zauberman  France
- The Mercy of the Jungle de Joël Karekezi  Rwanda
- Mitra de Jorge León  Belgique  France
- Nos batailles de Guillaume Senez  Belgique  France
- Pupille de Jeanne Herry  France  Belgique
- Les tombeaux sans noms de Rithy Panh  Cambodge  France
- Un amour impossible de Catherine Corsini  France  Belgique
- Mon cher enfant (Weldi) de Mohamed Ben Attia  Tunisie  Belgique  France

## Palmarès

### En compétition officielle
- Bayard d'or du meilleur film : M de Yolande Zauberman
- Prix spécial du jury : Les tombeaux sans noms de Rithy Panh
- Bayard du meilleur scénario : Jeanne Herry pour Pupille
- Bayard de la meilleure photographie : Rithy Panh et Prum Mésar pour Les tombeaux sans noms
- Bayard de la meilleure comédienne : Élodie Bouchez pour son rôle dans Pupille
- Bayard du meilleur comédien : Théodore Pellerin pour son rôle dans Genèse
- Mention spéciale : En liberté ! de Pierre Salvadori